# Gloster Goring
Il Gloster Goring fu un aereo militare, biplano, monomotore e biposto, realizzato dall'azienda aeronautica britannica Gloster Aircraft Company nei tardi anni venti rimasto allo stadio di prototipo.
Progettato per soddisfare una specifica dell'Air Ministry britannico, non riuscì a superare il confronto con i concorrenti; fu prodotto in un unico esemplare che rimase tuttavia in servizio fino ai primi anni trenta.

## Storia del progetto
Nel 1925 l'Air Ministry, il ministero che a quel tempo era responsabile dell'intera aviazione del Regno Unito, emise una specifica, indicata come 23/25 relativa a un velivolo biposto multiruolo in grado di compiere missioni di bombardamento diurno, di ricognizione aerea e di pattugliamento delle coste armato di bombe da caduta e/o siluro. Al concorso risposero la Blackburn Aeroplane and Motor Co. Ltd, con il suo Blackburn B.T.1 Beagle, la Gloster Aircraft Company che presentò il Gloster Goring, la Hawker Siddeley con l'Hawker Harrier, la Handley Page, con l'Handley Page HP.34 Hare, e la Westland Aircraft con il Westland Witch. In seguito, data una nuova esigenza dettata dalla specifica 24/25 che possedeva caratteristiche molto simili, l'Air Ministry annunciò che i modelli proposti sarebbero stati valutati in un singolo concorso.
L'ufficio tecnico della Gloster, su iniziativa e direzione dell'ingegnere S.J. Waters, disegnò un progetto relativo a un velivolo realizzato in tecnica mista, monomotore in configurazione traente, con il propulsore integrato nel naso, aerodinamicamente raccordato all'ogiva dell'elica, dal quale spuntavano solo i pacchi lamellari dei cilindri, dalla caratteristica velatura sesquiplana, con piano alare superiore dall'apertura maggiore di quella inferiore, e a scalamento positivo, dalla fusoliera con abitacoli separati e in tandem. Del modello vennero previste due configurazioni, una classica, dotata di un carrello d'atterraggio di pratico e veloce smontaggio, con gambe di forza separate per permettere l'installazione del carico bellico, fosse una bomba o un siluro, sotto la fusoliera, e una idrovolante a scarponi, con i due galleggianti facilmente installabili In sostituzione degli elementi ruotati.
Valutato il progetto, l'Air Ministry sottoscrisse un contratto per la fornitura di un solo prototipo da destinare a prove di valutazione. Il velivolo, immatricolato "J8674", venne portato in volo per la prima volta nel corso del marzo 1927, in configurazione "terrestre", equipaggiato con un motore Bristol Jupiter VII, un motore radiale 9 cilindri raffreddato ad aria, in quella versione a presa diretta ed erogante 425 hp (315 kW), collocato all'estremità anteriore senza alcuna protezione. In seguito, durante l'anno, venne sostituito con il più potente Jupiter VIII.

## Utilizzatori
Regno Unito
- Royal Air Force

### Pubblicazioni
- THE GLOSTER " GORING "., in Flight, 24 maggio 1928.